# X Games de Invierno Noruega 2019
La IV edición de los X Games de Invierno Noruega se celebró en Bærum (Noruega) el 31 de agosto de 2019 bajo la organización de la empresa de televisión ESPN.
Se disputaron pruebas de esquí acrobático y snowboard.

## Medallistas de esquí acrobático
| Evento            | Oro                           | Plata                   | Bronce                          |
| ----------------- | ----------------------------- | ----------------------- | ------------------------------- |
| Big air femenino  | Tess Ledeux Francia           | Giulia Tanno · Suiza    | Mathilde Gremaud · Suiza        |
| Big air masculino | Alexander Hall Estados Unidos | Henrik Harlaut · Suecia | Alex Beaulieu-Marchand · Canadá |

## Medallistas de snowboard
| Evento            | Oro                     | Plata                  | Bronce                      |
| ----------------- | ----------------------- | ---------------------- | --------------------------- |
| Big air femenino  | Anna Gasser · Austria   | Kokomo Murase Japón    | Julia Marino Estados Unidos |
| Big air masculino | Maxence Parrot · Canadá | Sven Thorgren · Suecia | Yuki Kadono Japón           |